# Silvana Urroz
Silvana Urroz (Viña del Mar, 21 de febrero de 1955-10 de agosto de 1996) ha sido la «mejor tenista mujer de Chile en la era profesional». Estuvo activa durante los años 1970, era hija del futbolista Francisco Urroz y falleció debido a un cáncer.

## Carrera deportiva
Fue formada en la Rama de Tenis del Club Deportivo Universidad Católica y se graduó de educación física en la Universidad Lamar en Texas (Estados Unidos), donde compitió en el circuito universitario. Alcanzó una final de dobles en el Torneo de Hong Kong en 1980 con la estadounidense Penny Johnson. En los torneos de Grand Slam, su mejor registro fue llegar a la tercera ronda de dobles mixto de Wimbledon en 1978 y 1979. En la Clasificación de la WTA individual llegó a ser 117.ª en 1978, el «mejor puesto chileno histórico».
Fue jugadora del equipo chileno de Copa Billie Jean King en 1977 y 1978. Este último año llegó a disputar con Leyla Musalem los octavos de final ante Países Bajos, la «mejor participación chilena histórica». De sus partidos en el torneo, ganó dos y cayó en seis. Jugó una exhibición en agosto de 1980 con Billie King, Martina Navrátilová y Betty Stöve en el Coliseo Monumental La Tortuga de la ciudad de Talcahuano (Chile).